# Преминин, Сергей Анатольевич
Серге́й Анато́льевич Преми́нин (18 октября 1965 — 3 октября 1986) — советский военный моряк-подводник, матрос, трюмный машинист дивизиона движения электромеханической боевой части (БЧ-5) первого экипажа ракетного подводного крейсера стратегического назначения К-241 проекта 667 АУ 19-й дивизии 3-й флотилии подводных лодок (Гаджиево) Краснознамённого Северного флота. Герой Российской Федерации (7 августа 1997, посмертно).

## Биография
Сергей родился в деревне Скорняково Великоустюгского района Вологодской области в рабочей семье. Учился в школе города Красавино, а по окончании восьми классов — в СПТУ № 4 речного флота в Великом Устюге.
Был призван в ВМФ СССР 24 октября 1984 года. С ноября 1984 года проходил обучение во 2-м учебном отряде Северного флота. После его окончания служил трюмным машинистом в экипажах атомных подводных лодок К-241 и К-219.
4 сентября 1986 года в составе экипажа РПКСН К-219 под командованием капитана 2-го ранга И. А. Британова матрос С. А. Преминин вышел из Баренцева моря в Атлантический океан. Для Сергея это была вторая «автономка».

## Подвиг
3 октября 1986 года в Саргассовом море, в 1 000 км северо-восточнее Бермудских островов, в четвёртом ракетном отсеке подводной лодки К-219 вспыхнул пожар в результате разгерметизации ракетной шахты. Как следует из официальной информации того времени: «В целях обеспечения ядерной безопасности реактора, для ручного опускания его компенсирующих решёток в седьмой отсек трижды вводились специалисты электромеханической боевой части». Одним из этих специалистов был командир трюмной группы дивизиона движения старший лейтенант Николай Беликов, другим — его подчинённый матрос Сергей Преминин. Беликов с Премининым работали по очереди. Они опустили три решётки из четырёх. Из-за высокой температуры (около 70 °C) Беликов потерял сознание, и его эвакуировали, а в реакторном отсеке оставили Сергея Преминина, он и заглушил реактор, но выйти из отсека ему не удалось: возросшим давлением поджало переборку. Заклиненную дверь пытались открыть снаружи, но безрезультатно.
Утром 6 октября было принято решение эвакуировать личный состав на подошедшие советские суда. В 11:03 субмарина затонула при буксировке на базу и опустилась на глубину 5 500 метро вместе с телами Преминина и ещё несколькими членами экипажа.

## Награды
- Герой Российской Федерации (посмертно) указом Президента РФ № 844 от 7 августа 1997.
- Орден Красной Звезды (посмертно) указом Президиума Верховного Совета СССР от 23 июля 1987 года.
- Медаль ордена «За служение Отечеству» (Святых великого князя Дмитрия Донского и Преподобного игумена Сергия Радонежского) I степени (31 октября 2003, посмертно).

## Память
- Матрос Сергей Преминин навечно зачислен в списочный состав 4-й роты Учебного отряда подводного плавания Северного флота, в/ч 59075.
- В Вологде его именем названы: в 2004 году — небольшая улица в южной части города (часть Московской улицы, бывшая Грязовецкая (до 1973)[3][4]), улица в Великом Устюге, в городе Гаджиево — улица и набережная Сергея Преминина.
- В Вологодской области две школы носят его имя, одна из них в родном для подводника городе Красавино — МБОУ СОШ № 15 им. С. Преминина[5][6]. Перед школой установлена рубка атомной подводной лодки К-423, аналогичной К-219, на которой погиб Сергей.
- Именем Героя также названа средняя школа № 277 в ЗАТО Скалистый (Гаджиево) Мурманской области (2000)[7].

Сергею Преминину установлены памятники:
- В городе Гаджиево перед зданием средней школы № 277,
- В городе Красавино в Комсомольском сквере,
- В городе Гаджиево на набережной Сергея Преминина,
- В городе Великий Устюг.

16 мая 2025 года на Средне-Невском судостроительном заводе при участии адмирала В. Л. Касатонова и бывшего старпома экипажа, в который входил Преминин, И. К. Курдина состоялась закладка тральщика «Сергей Преминин» проекта 12700 «Александрит».

## Упоминания в культуре
- В 1997 году был снят фильм «Враждебные воды», в основу которого легли события на лодке К-219. Роль Сергея Преминина исполнил актёр Роб Кэмпбелл.

## Комментарии
1. ↑  На лодке в этом походе находился экипаж К-241.